# 何超雲
何超雲（英語：Florinda Chiu-wan Ho，1989年2月26日—），澳門賭王何鴻燊與其三姨太陳婉珍所生之女，有1對龍鳳胎的弟妹何超蓮及何猷啟。曾于澳洲留學，英國升學。
何超雲開設潮店Chew Closet，出售二手衫，更親自從英國、韓國購入一手服飾。除此之外，亦喜愛簡約風格的打扮。
2022年9月，何超云与任职高级消防队长的男友Douglas订婚。

## 外部連結
- 何超雲的Instagram帳戶